# Valcivières
Valcivières est une commune française rurale, située dans le département du Puy-de-Dôme, en région Auvergne-Rhône-Alpes.
Ses habitants, au nombre de 229 au recensement de 2022, se nomment les Cheveyrands.

## Géographie

### Localisation
Située dans le cirque du même nom, Valcivières est limitrophe du département de la Loire. Avec ses voisines, Job et Saint-Anthème, elle possède une grande partie des Hautes Chaumes du Forez qui sont des zones traditionnelles d'estive, c'est-à-dire de pâturage estival des bovins et des ovins.

#### Lieux-dits et écarts
Albafont, l'Artaudie, Balayoux, le Bégonin, la Bernardie, la Boissadie, Bourianne, les Buges,bourchany Chabreyssat, les Charmelles, Chataignier, le Cheix Gros, sur le Cheix, la Chevaleyre, la Chomette, les Chomettes, la Colombie, le Combat, le col des Supeyres, les Courtiaux, la Croix du Château, la Croix de la Faye, Cubert (ou le Cheix de l'Oule), l'Episse, la Farge, la Faye, les Fayes, Fenier, Gourbeyre, la Grange Dauphin, la Javardie, la Jurinie, Louville, Malmotte, les Meins, Montjalade, la Moronie, Meymont, Montchaut, Montouroux, la Moronie, le Moulin de l'Agen, le Moulin de Beny, le Moulin de la Bernardie, le bourMoulin de Montouroux, l'Ordurif (anciennement : l'Hort = « jardin » du Rif = ruisseau, ru), le Pastural (près de Gourbeyre), le Perrier, la Pierre, la Pourreyronie, la Pouille, le Puy, Rimbaud, le Suc, les Teyrias (anciennement : l'Asteyrias), Thiolerette, les Grandes Versades, les Petites Versades, la Vire, la Visseyre, Voldoire…
| Job      |                        | Saint-Bonnet-le-Courreau Loire |
| La Forie | Valcivières            | Saint-Anthème                  |
| Ambert   | Saint-Martin-des-Olmes | Grandrif                       |

### Climat
Pour des articles plus généraux, voir Climat d'Auvergne-Rhône-Alpes et Climat du Puy-de-Dôme.
En 2010, le climat de la commune est de type climat de montagne, selon une étude du Centre national de la recherche scientifique s'appuyant sur une série de données couvrant la période 1971-2000. En 2020, Météo-France publie une typologie des climats de la France métropolitaine dans laquelle la commune est exposée à un climat de montagne ou de marges de montagne et est dans la région climatique  Nord-est du Massif Central, caractérisée par une pluviométrie annuelle de 800 à 1 200 mm, bien répartie dans l’année. 
Pour la période 1971-2000, la température annuelle moyenne est de 9,2 °C, avec une amplitude thermique annuelle de 16,1 °C. Le cumul annuel moyen de précipitations est de 1 177 mm, avec 11,5 jours de précipitations en janvier et 8,6 jours en juillet. Pour la période 1991-2020, la température moyenne annuelle observée sur la station météorologique de Météo-France la plus proche, « Ambert », sur la commune d'Ambert à 6 km à vol d'oiseau, est de 10,1 °C et le cumul annuel moyen de précipitations est de 860,2 mm,. Pour l'avenir, les paramètres climatiques de la commune estimés pour 2050 selon différents scénarios d'émission de gaz à effet de serre sont consultables sur un site dédié publié par Météo-France en novembre 2022.

## Urbanisme

### Typologie
Au 1er janvier 2024, Valcivières est catégorisée commune rurale à habitat très dispersé, selon la nouvelle grille communale de densité à sept niveaux définie par l'Insee en 2022.
Elle est située hors unité urbaine. Par ailleurs la commune fait partie de l'aire d'attraction d'Ambert, dont elle est une commune de la couronne,. Cette aire, qui regroupe 29 communes, est catégorisée dans les aires de moins de 50 000 habitants,.

### Occupation des sols
L'occupation des sols de la commune, telle qu'elle ressort de la base de données européenne d’occupation biophysique des sols Corine Land Cover (CLC), est marquée par l'importance des forêts et milieux semi-naturels (90,2 % en 2018), une proportion sensiblement équivalente à celle de 1990 (89,6 %). La répartition détaillée en 2018 est la suivante : forêts (53,3 %), milieux à végétation arbustive et/ou herbacée (36,9 %), prairies (9,8 %). L'évolution de l’occupation des sols de la commune et de ses infrastructures peut être observée sur les différentes représentations cartographiques du territoire : la carte de Cassini (XVIIIe siècle), la carte d'état-major (1820-1866) et les cartes ou photos aériennes de l'IGN pour la période actuelle (1950 à aujourd'hui).

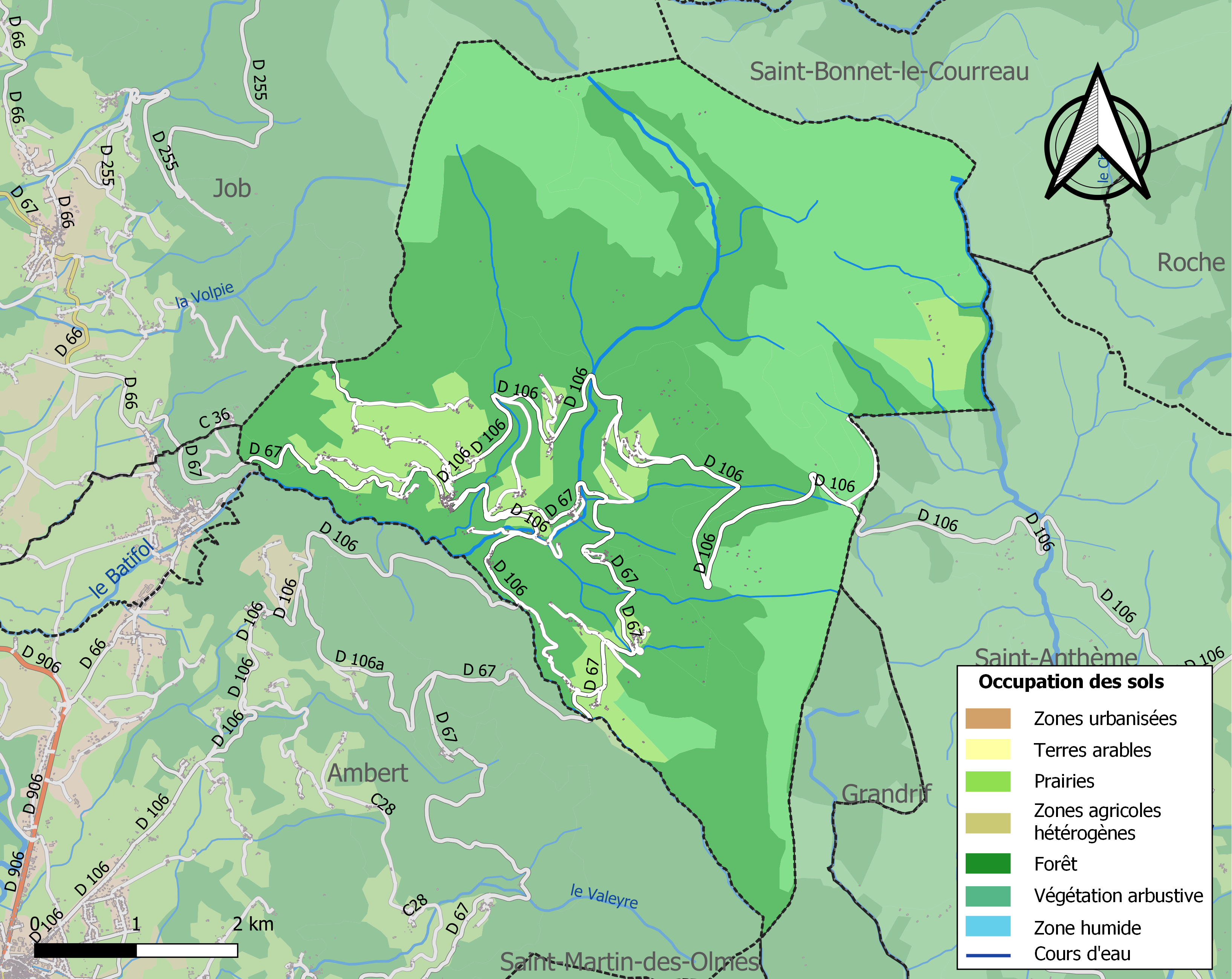
Carte des infrastructures et de l'occupation des sols de la commune en 2018 (CLC).

### Voies de communication et transports
Valcivières est desservie par la ligne P15 du réseau interurbain Cars Région Puy-de-Dôme, géré par la région Auvergne-Rhône-Alpes ; celle ligne relie le bourg à Ambert.

## Politique et administration
| Période                                  | Période                         | Identité        | Étiquette | Qualité  |
| ---------------------------------------- | ------------------------------- | --------------- | --------- | -------- |
| Les données manquantes sont à compléter. |                                 |                 |           |          |
| mars 1983                                | décembre 2005                   | Jean Voldoire   | PS        |          |
| janvier 2006                             | En cours (au 19 septembre 2020) | André Voldoire, |           | Retraité |

La commune de Valcivières est adhérente du parc naturel régional Livradois-Forez.

### Lieux et monuments

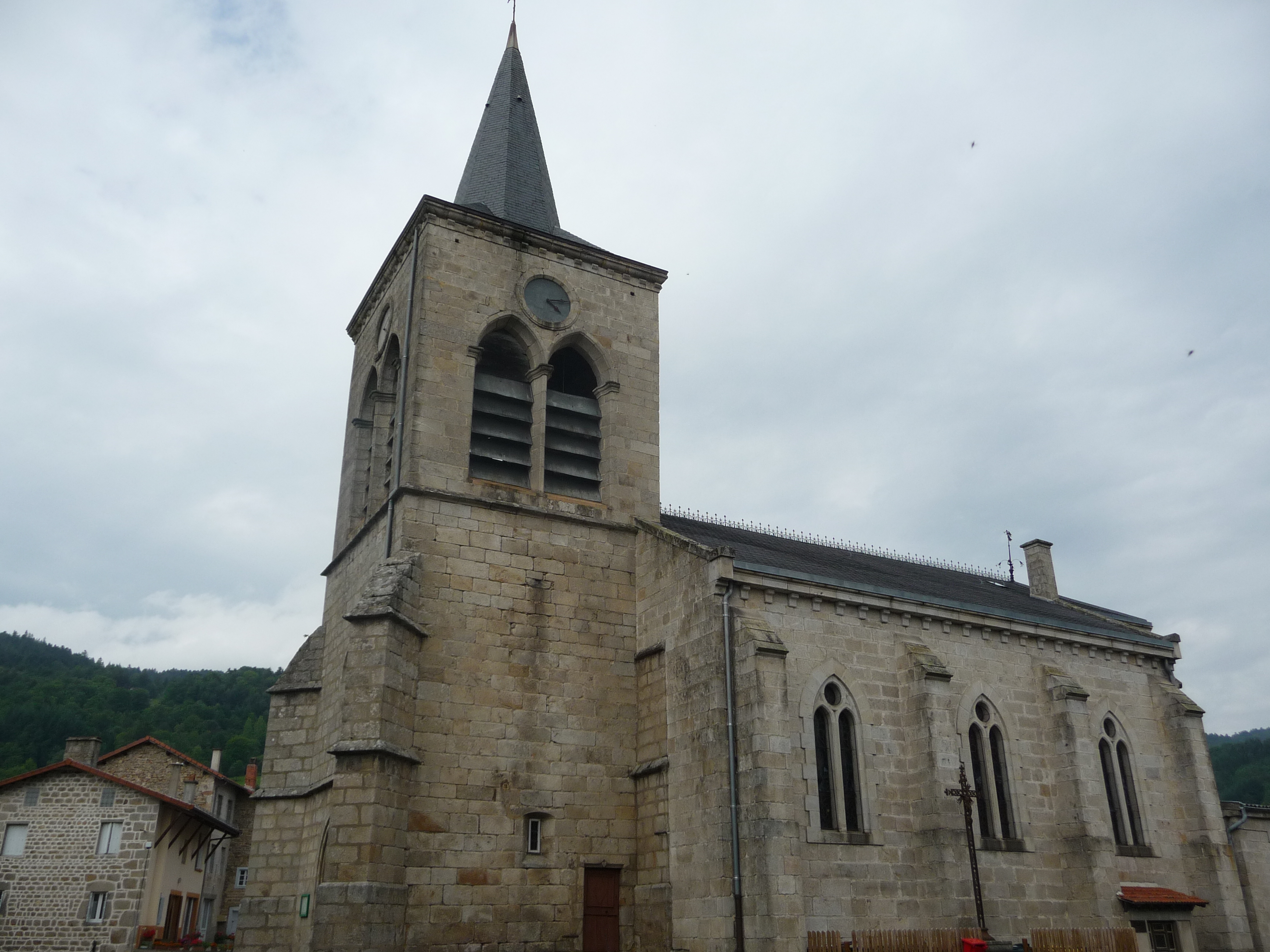
Église du village.

## Population et société

### Démographie
L'évolution du nombre d'habitants est connue à travers les recensements de la population effectués dans la commune depuis 1793. Pour les communes de moins de 10 000 habitants, une enquête de recensement portant sur toute la population est réalisée tous les cinq ans, les populations de référence des années intermédiaires étant quant à elles estimées par interpolation ou extrapolation. Pour la commune, le premier recensement exhaustif entrant dans le cadre du nouveau dispositif a été réalisé en 2006.

En 2022, la commune comptait 229 habitants, en évolution de +9,57 % par rapport à 2016 (Puy-de-Dôme : +2,1 %, France hors Mayotte : +2,11 %).
| 1793  | 1800  | 1806  | 1821  | 1831  | 1836  | 1841  | 1846  | 1851  |
| ----- | ----- | ----- | ----- | ----- | ----- | ----- | ----- | ----- |
| 1 508 | 1 220 | 1 267 | 1 245 | 1 552 | 1 597 | 1 504 | 1 554 | 1 614 |

| 1856  | 1861  | 1866  | 1872  | 1876  | 1881  | 1886  | 1891  | 1896  |
| ----- | ----- | ----- | ----- | ----- | ----- | ----- | ----- | ----- |
| 1 506 | 1 514 | 1 495 | 1 587 | 1 663 | 1 685 | 1 705 | 1 725 | 1 644 |

| 1901  | 1906  | 1911  | 1921  | 1926  | 1931 | 1936 | 1946 | 1954 |
| ----- | ----- | ----- | ----- | ----- | ---- | ---- | ---- | ---- |
| 1 580 | 1 528 | 1 343 | 1 127 | 1 031 | 968  | 880  | 752  | 677  |

| 1962 | 1968 | 1975 | 1982 | 1990 | 1999 | 2006 | 2011 | 2016 |
| ---- | ---- | ---- | ---- | ---- | ---- | ---- | ---- | ---- |
| 550  | 439  | 347  | 288  | 222  | 215  | 219  | 211  | 209  |

| 2021 | 2022 | - | - | - | - | - | - | - |
| ---- | ---- | - | - | - | - | - | - | - |
| 222  | 229  | - | - | - | - | - | - | - |

## Culture locale et patrimoine

### Personnalités liées à la commune
- Pierre Girauld de Nolhac et Hervé de Charette de la Contrie (un de ses arrière-petits-fils) mais aussi Claire Salvy (qui a écrit un livre sur cet arrière-grand-père) ;
- Valéry Giscard d'Estaing (par une de ses arrière-grands-mères née à Ambert : Marie Anne Bérardine de Lussigny) ;
- Claude Dravaine (par sa mère : Jeanne Faure) et son neveu André Lichnerowitcz : ont des ancêtres qui ont vécu à Valcivières par un couple Gourbeyre-Moron ;
- Florence Arthaud ;
- Claude Vorilhon (Raël), par son demi-frère Dominique Missonnier (même père biologique : Marcel Heimendinger).